# تايلور هينريش
تايلور هينريش هي متزحلق نوردي مزدوج كندية، ولدت في 1 نوفمبر 1995 في كالغاري في كندا.

## وصلات خارجية
- تايلور هينريش على موقع الاتحاد الدولي للتزلج (القفز التزلجي) (الإنجليزية)
- تايلور هينريش على موقع الاتحاد الدولي للتزلج (التزلج النوردي المزدوج) (الإنجليزية)
- تايلور هينريش على موقع اللجنة الأولمبية الدولية (الإنجليزية)
- تايلور هينريش على موقع أوليمبيديا (الإنجليزية)
- تايلور هينريش على موقع اللجنة الأولمبية الكندية (الإنجليزية)